# Грем Поттер
Грем Поттер (англ. Graham Potter; нар. 20 травня 1975, Солігалл) — англійський футболіст, що грав на позиції захисника. По завершенні ігрової кар'єри — тренер. З 2025 року очолює тренерський штаб «Вест Гем Юнайтед».
Виступав, зокрема, за клуби «Сток Сіті», «Вест-Бромвіч Альбіон» та «Йорк Сіті». Провів одну гру за молодіжну збірну Англії.
Володар Кубка Швеції (як тренер).

## Клубна кар'єра
У дорослому футболі дебютував 1992 року виступами за команду клубу «Бірмінгем Сіті», в якій провів один сезон, взявши участь у 25 матчах чемпіонату.
Протягом частини 1993 року захищав кольори «Вікомб Вондерерз», після чого того ж року перейшов до «Сток Сіті», провів за команду з міста Сток-он-Трент наступні три сезони своєї ігрової кар'єри.
Згодом з 1996 по 2004 рік грав у складі команд клубів «Саутгемптон», «Вест-Бромвіч Альбіон», «Нортгемптон Таун» та «Редінг».
2000 року став гравцем «Йорк Сіті», де протягом трьох сезоні провів понад 100 матчів чемпіонату . Згодом грав за «Бостон Юнайтед» та «Шрусбері Таун».
Завершив професійну ігрову кар'єру у клубі «Маклсфілд Таун», за команду якого виступав протягом 2004—2005 років.

## Виступи за збірну
1996 року провів одну гру за молодіжну збірну Англії.

## Кар'єра тренера
Завершивши виступи на футбольному полі, присвятив себе тренерський роботі, працював з англійськими університетськими командами.
Наприкінці 2010 року уклав трирічний тренерський контракт з клубом на той час четвертої ліги чемпіонату Швеції «Естерсундом». На момент завершення цього контракту очолювана англійцем команда двічі здобувала підвищення у класі, і 2013 року тренер продовжив контракт вже з клубом Супереттан, другого за силою шведського футбольного дивізіону. За три сезони, у 2015, «Естерсунд» здобув друге місце у своєму дивізіоні і, відповідно, уперше в своїй історії, право виступів у найвищому футбольному дивізіоні країни.

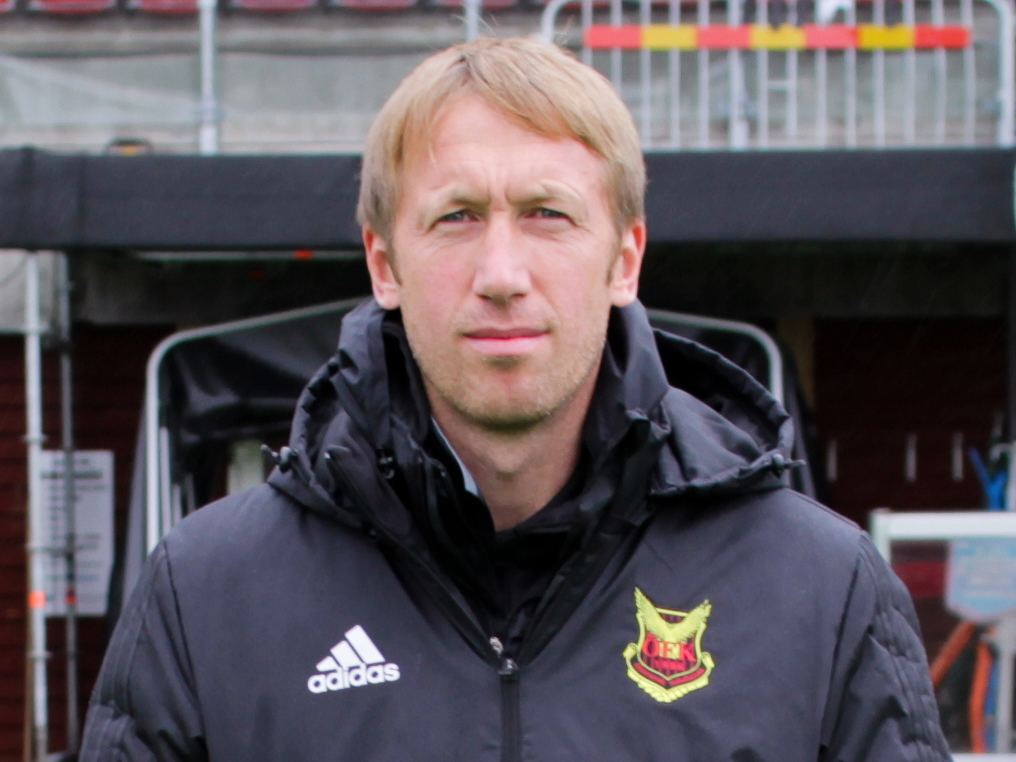
Грем Поттер під час роботи з «Естерсундом». 2017 рік.

Проте найбільших успіхів з «Естерсундом» Поттеру вдалося досягти у Кубку Швеції. У розіграші сезону 2016-17 років команда, яка ще на початку десятиріччя змагалася у четвертому дивізіоні країни, стала тріумфатором цього змагання і, також уперше в своїй історії, кваліфікувалася до участі у Лізі Європи. На континентальному рівні команда Поттера відразу ж стала сенсацією, вибивши з цього єврокубку послідовно турецький «Галатасарай», люксембурзьку «Фолу» та грецький ПАОК, і пробившись відразу до групового етапу турніру. У групі шведи також виступили дисципліновано і, обійшовши луганську «Зорю» і берлінську «Герту», пробилися до стадії плей-оф. І лише на стадії 1/16 фіналу припинили боротьбу, поступившись лондонському «Арсеналу».
Успіхи тренера з досить посередньою шведською командою привернули увагу на батьківщині і в червні 2018 його запросили очолити тренерський штаб валлійського «Свонсі Сіті», який попереднього сезону не зберіг прописку в англійській Прем'єр-лізі і розпочинав змагання в англійському ж Чемпіоншипі.
20 травня 2019 року клуб «Брайтон енд Гоув Альбіон» призначив Грема Поттера на пост головного тренера. Контракт підписано на чотири роки.
Досягнувши неочікувано приємних результатів в «Брайтон енд Гоув Альбіон», його на фоні звільнення Томаса Тухеля в зв'язку зі спадом результатів та конфліктом з керівництвом був назначений на пост головного тренера лондонського «Челсі» 8 вересня 2022 року. Призначення Поттера стало найдорожчим у світовому футболі: «Челсі» заплатив «Брайтону» за тренера майже 25 млн євро, крім того, взимку Поттеру купили новачків на 329,5 млн євро, що стало найдорожчим зимовим трансферним вікном клубу в історії футболу. Тим не менш, лондонський гранд під керівництвом Поттера виступав вкрай невдало: клуб видав одразу дві серії без перемог із 5 матчів — у жовтні-грудні та у лютому. Востаннє так довго «Челсі» не перемагав ще у жовтні-грудні 2012 року, тоді серія тривала 7 матчів. Крім того за час керівництва Поттера команда опустилась з 6 місця на 11. В результаті 2 квітня, після домашньої поразки від «Астон Вілли» з рахунком 0:2, Поттер був звільнений зі своєї посади. На момент звільнення Поттер провів з клубом 31 матч в усіх турнірах (12 перемог, 10 поразок, 8 нічиїх, різниця голів 33:31) і мав найгіршу середню кількість очок за матч серед усіх тренерів «Челсі» в історії (1,27).

## Титули і досягнення

### Як тренера
- Володар Кубка Швеції (1):

«Естерсунд»: 2016/17